# Kitab Salat as-Sawai
Kitābu ṣalāti s-sawā'ī ( em árabe: كتاب صلاة السواعي  </link> ) é um livro de horas impresso em árabe em 1514. É o primeiro livro conhecido impresso em árabe com tipos móveis.

## História
Quase certamente foi impresso por Gregorio di Gregorii . Miroslav Krek determinou que muito provavelmente foi impresso em Veneza, apesar da atribuição colofônica a Fano, embora isso seja contestado. Outras fontes afirmam que foi de fato impresso em Fano, em uma gráfica árabe estabelecida pelo Papa Júlio II.

## Conteúdo
Os salmos usados são os do bispo melquita do século XI, Abd Allah ibn al-Fadl.

## Cópias existentes conhecidas
A estudiosa Nuria Torres Santo Domingo localizou uma série de cópias existentes, listadas abaixo:
Itália
- Biblioteca Estense, Modena
- Biblioteca Medicea-Laurenziana, Florença
- Biblioteca Ambrosiana, Milão

França
- Bibliothèque nationale de France, Paris

Reino Unido
- Museu Britânico, Londres
- Biblioteca Bodleiana, Oxford

Alemanha
- Biblioteca Estatal da Baviera, Munique
- Zentralbibliothek Sondersammlungen, Rostock

Holanda
- Biblioteca da Universidade de Leiden, Leiden

Espanha
- Biblioteca Histórica Marqués de Valdecilla, Madrid

Suécia
- Carolina Rediviva, Uppsala

Egito
- Biblioteca Nacional Egípcia e Arquivos, Cairo

Estados Unidos
- Biblioteca da Universidade de Princeton, Princeton